# Grange-étable de l'Espinasse
La grange-étable de l'Espinasse est une ancienne grange de l'ordre des Chartreux datant du XVIIe siècle et située sur la commune d'Entre-deux-Guiers dans le département de l'Isère, sur le site de production de la liqueur de Chartreuse depuis 2018. Elle est labellisée Patrimoine en Isère. 

## Localisation
La grange est située au lieu-dit "Aiguenoire" sur la commune d'Entre-deux-Guiers à 12 km du monastère de la Grande Chartreuse. Ce lieu-dit correspond à un ancien domaine des chartreux entre 1618 et 1791, dans lequel est transféré en 2018 la production de la liqueur de Chartreuse dans une nouvelle distillerie jouxtant la grange-étable.
Une grange antérieure existait avant le XVIIe siècle sur le même site.

## Description
L'édifice s'apparente à la grange dimière de la Chartreuse de la Sylve-Bénite, quant à elle classée aux titre des Monuments historiques et datée des XVIe – XVIIe siècle.  
La grange mesure 31 m de long pour 21 m de large. Sa hauteur maximale est de 15 m de haut, dont 12 m pour le seul comble destiné à stocker le foin. Ce dernier était accessible par une rampe menant au pignon ouest/sud-ouest. Le niveau inférieur, ouvert de quatre portes dans le mur gouttereau nord/nord-ouest, avait fonction d'étable.
La charpente de type "à portique" est composée de dix fermes. Elle soutient une toiture à deux pans de 600 m² chacun. Elle était initialement couverte de chaume et était protégée par un pignon à redents.
Les structures en bois, charpente et solivage, ont fait l'objet d'une restauration en 2018.